# 實驗社會心理學期刊
《實驗社會心理學期刊》（Journal of Experimental Social Psychology）是一本由愛思唯爾代表實驗社會心理學會（SESP）發行經同行評審的学术期刊，內容範圍涵蓋社會心理學。根據期刊引证报告2018年的影响因子是3.291.
現在的總編輯是肯特大学的社會心理學家羅傑·吉娜-索羅拉（Roger Giner-Sorolla）。

## 外部連結
- 官方网站